# Olá (distrito)
Olá é um distrito da província de Coclé no Panamá. A população de acordo com o (censo 2000) era 5,671 habitantes, perfazendo uma densidade demográfica de 14,89 hab./km². O distrito abrange uma área total de 381 km². Sua capital é a cidade de Olá.

## Divisões administrativas
O distrito está dividido administrativamente nos seguintes corregimentos:
Olá (capital), El Copé, El Palmar, El Picacho e La Pava.